# Xanthostemon xerophilus
Xanthostemon xerophilus là một loài thực vật có hoa trong Họ Đào kim nương. Loài này được Peter G.Wilson miêu tả khoa học đầu tiên năm 1990.